# Parkerthraustes
Genre
Parkerthraustes est un genre d'oiseaux de la famille des Thraupidae.

## Liste des espèces
Selon la classification de référence du Congrès ornithologique international (version 6.4, 2016) :
- Parkerthraustes humeralis (Lawrence, 1867)